# Dulcício (notário)
Dulcício (em latim: Dulcitius) foi um oficial bizantino do século V, ativo durante o reinado do imperador Teodósio II (r. 408–450). Um notário eclesiástico, é citado em agosto de 449, quando atuou como porta-voz dos representantes do papa Leão Magno (440–461) no Segundo Concílio do Éfeso.